# Jitendarjit Singh Ahluwalia
Jitendarjit Singh Ahluwalia, né le 9 mai 1955, est une cavalier indien de concours complet.

## Carrière
Jitendarjit Singh Ahluwalia et les autres cavaliers indiens Hussain Khan, Muhammad Khan et Darya Singh, sont disqualifiés dans l'épreuve individuelle et l'épreuve par équipes aux Jeux olympiques d'été de 1980 à Moscou.
Avec Ghulam Mohammed Khan et Raghubir Singh, il remporte la médaille de bronze dans l'épreuve par équipes de dressage aux Jeux asiatiques de 1986 à Séoul. Il est présent aux Jeux équestres mondiaux de 1990 à Stockholm.